# Daniel Stadlin
Daniel Stadlin (geboren am 11. November 1954 in Zug) ist ein Schweizer Politiker (GLP). Er ist Kantonsrat des Kantons Zug, Ko-Präsident der GLP des Kantons Zug und ehemaliger Unternehmer.

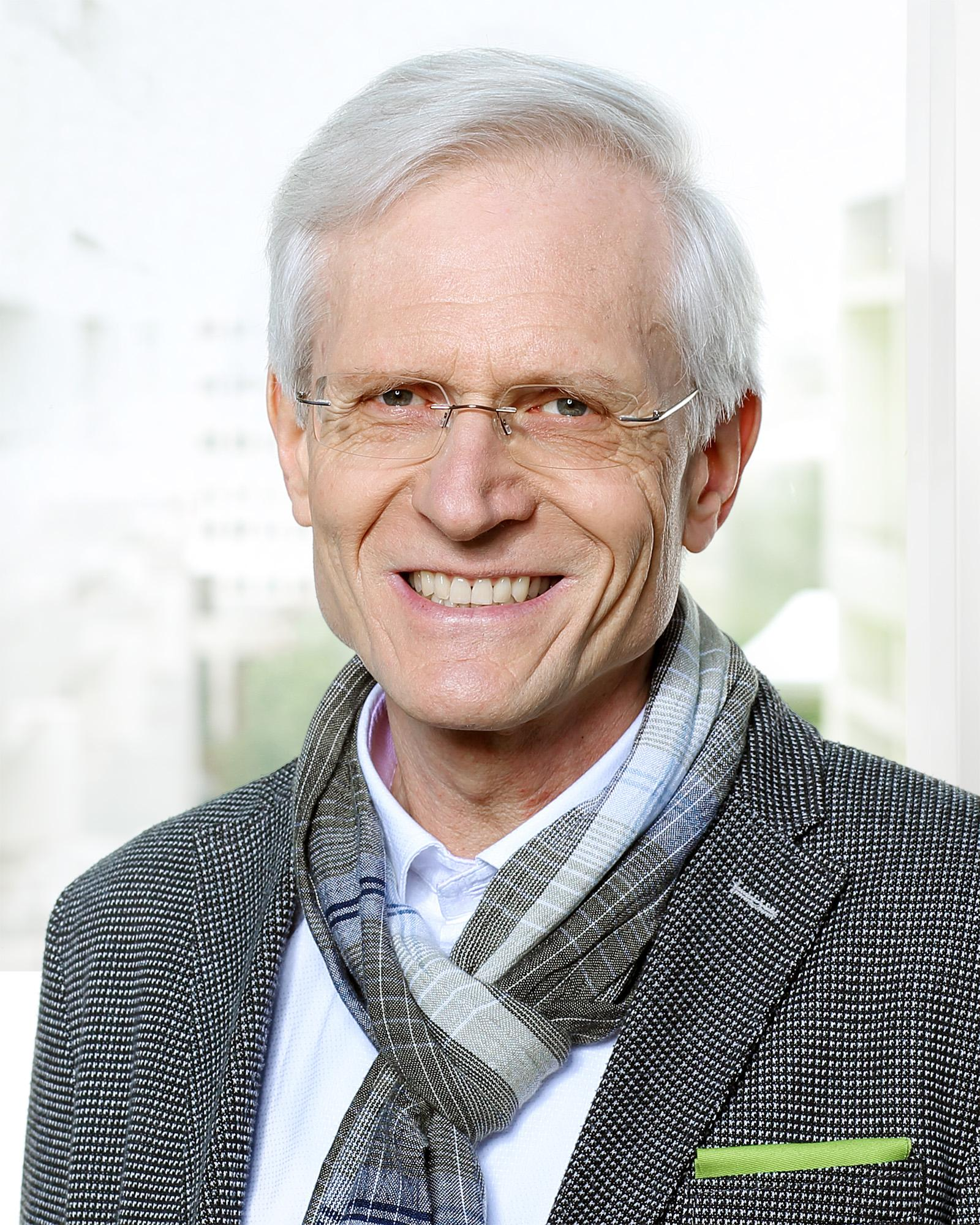
Daniel Stadlin, 2018

## Biographie
Stadlin absolvierte von 1977 bis 1981 am Technikum Rapperswil die Ausbildung zum Architekten und Siedlungsplaner HTL. Nach dem abgeschlossenen Studium gründete Stadlin sein eigenes Büro für Denkmalpflege und Kulturgüterschutz. Von 1991 bis zu seiner Pensionierung 2015 amtete Stadlin als Beauftragter für Kulturgüterschutz bei der Denkmalpflege des Kantons Zug. Von 2000 bis 2011 war er Mitglied des Schweizerischen Komitees für Kulturgüterschutz.

## Politik
Stadlin engagiert sich seit 2008 bei der Grünliberalen Partei. Seit 2010 ist er Mitglied des Vorstandes der Kantonalpartei. Im selben Jahr wurde Stadlin bei den Gesamterneuerungswahlen als erster Vertreter der grünliberalen Partei in den Kantonsrat des Kanton Zugs und in den Grossen Gemeinderat der Stadt Zug gewählt. 2011 wählte ihn die glp-Sektion der Stadt Zug zu ihrem Präsidenten. 2014 und 2018 kandidierte Stadlin erneut als Kantonsrat und wurde beide Male wiedergewählt. Zusätzlich kandidierte er als erster Grünliberaler für den Regierungsrat des Kantons Zug. Er holte 9'622 Stimmen, was für die Wahl als Regierungsrat nicht reichte. Seit 2019 ist Stadlin Mitglied der erweiterten Staatwirtschaftskommission und der Kommission für Hochbau des Kantons Zug.

## Privat
Stadlin wohnt in Zug, ist verheiratet und hat zwei Kinder.